# Fédération badoise de football

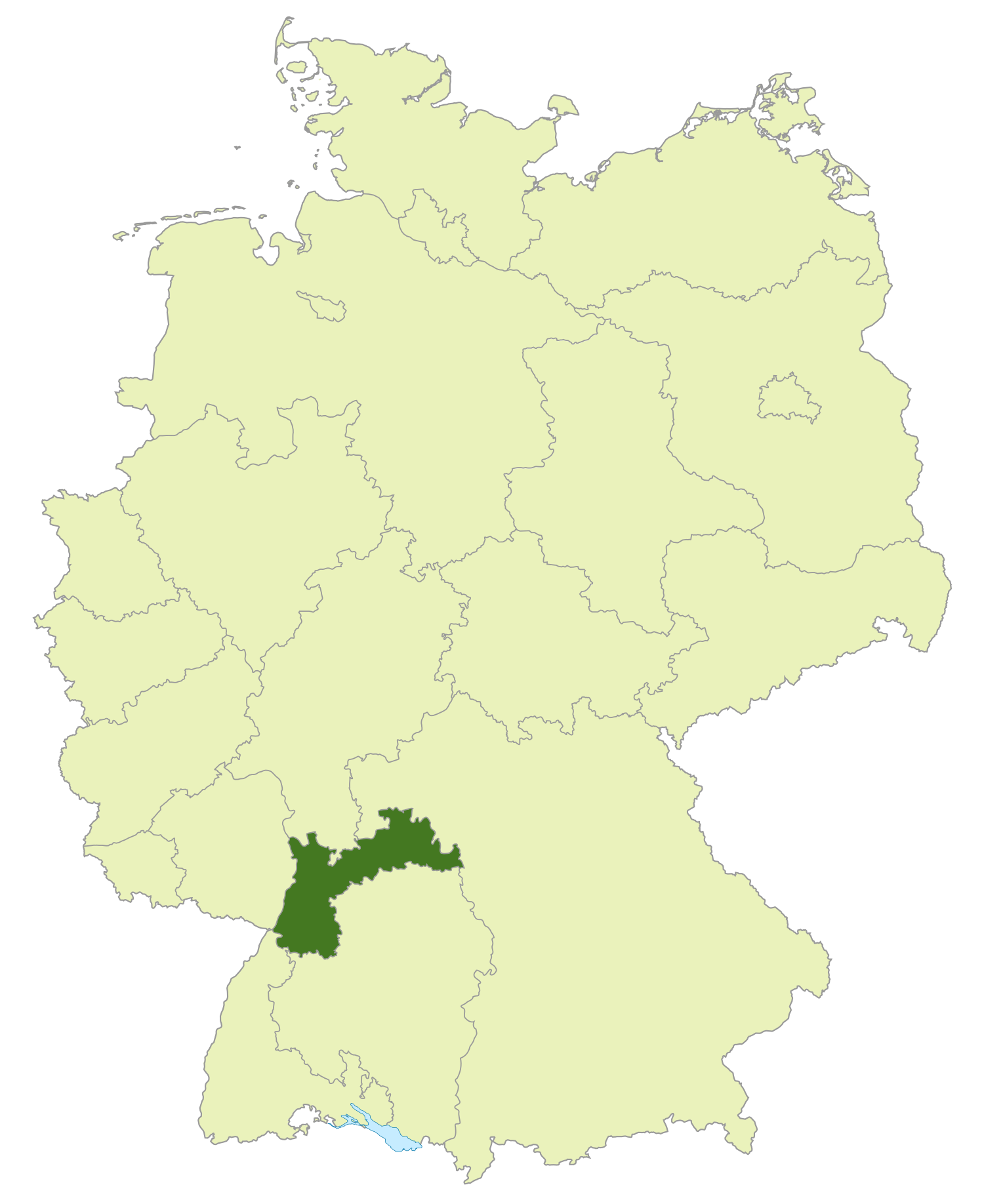
Territoire couvert par la Fédération badoise de football

La Fédération badoise de football (bfv, allemand : Badischer Fußballverband) est l'une des 21 fédérations régionales de la DFB, subalterne de la Süddeutscher Fußball-Verband (SFV).
La fédération a été fondée le 7 juillet 1946 à Eppelheim et est l'organisation-parapluie de 615 clubs de football avec 203 875 membres et 3 655 équipes (chiffres de 2023). Son territoire s'étend sur la partie de la région historique du Pays de Bade qui faisait partie de l'ancien Land de Wurtemberg-Bade, soit le territoire de l'ancien district de Nord-Bade (Regierungsbezirk Nordbaden). Certains clubs de la région frontalière du Wurtemberg font également partie de la bfv, par exemple dans l'arrondissement de l'Enz, autour de Mühlacker.
Son siège est situé à Karlsruhe, et Ronny Zimmermann en est le président depuis 2004.

## Histoire

### Avant labfv
Le football en Allemagne du Sud, et donc dans la Bade, était à l'origine administré par la Süddeutscher Fussball-Verband, fondée le 17 octobre 1897 à Karlsruhe, qui prendra par la suite le nom de Verband Süddeutscher Fussball-Vereine La nouvelle fédération commença à organiser une compétition régionale de football, le championnat de football d'Allemagne du Sud, suivi quelques années plus tard par un système de ligue.
En novembre 1927, la fédération fusionne avec la Fédération d'athlétisme d'Allemagne du Sud (allemand : Süddeutscher Leichtathletik-Verband) ce qui donne une fédération bien plus imposante, la Fédération de football et d'athlétisme d'Allemagne du Sud (allemand : Süddeutscher Fussball- und Leichtathletik-Verband, ou SFLV).
Avec la montée des nazis au pouvoir en 1933, la fédération reçoit l'ordre de Berlin de se dissoudre en mars 1933. Le 6 août 1933, la SFLV tient sa dernière assemblée générale, à Stuttgart, où l'ordre de dissolution a été officiellement exécuté. La liquidation financière de la fédération est complétée en 1942.

### Labfv
Après la Seconde Guerre mondiale, la Hesse fut intégrée à la zone d'occupation américaine. Les déplacements à l'intérieur de la zone d'occupation étant restreints, la reconstitution d'une fédération d'Allemagne du Sud semblait initialement impossible.
En septembre 1945, une ligue régionale de football, l'Oberliga Süd, qui était comprise de 16 des plus importants clubs du sud de l'Allemagne. Les organisateurs de la compétition ont de plus obtenu la permission des autorités américaines pour réétablire la SFV. En-dessous de l'Oberliga, la SFV, pas encore officiellement réétablie, décrète l'établissement de Landesligen pour chaque Land. Le 4 novembre 1945, la nouvelle Oberliga Süd commença sa première saison.
Pour éviter les frictions entre la SFV et les fédérations régionales, les fédérations régionales devinrent membres de la SFV, mais les clubs restèrent membre de leur fédération régionale uniquement. La SFV avait la responsabilité d'organiser l'Oberliga Süd ainsi que la 2. Oberliga Süd, tandis que les fédérations régionales s'occupaient de leurs ligues inférieures respectives.
La Badischer Fußball-Verband est fondée le 7 juillet 1946 à Eppelheim. En 1951 des pourparlers en faveur d'une fusion avec la SBFV afin d'avoir une seule fédération pour l'entièreté du Pays de Bade étaient très avancés, mais la fusion n'a jamais été implémentée, et la séparation du football badois perdure à ce jour.
En 1978, la fédération, comme la WFV et la SBFV, implémente une réforme de son système de ligue. Le système de ligue historique, avec l'Amateurliga Baden en tant que ligue la plus haute de la fédération, la 3e division, suivie par la 2. Amateurliga, la A-Klasse, B-Klasse et C-Klasse est remplacé par la Verbandsliga Baden, dorénavant la 4e division, suivie par la Landesliga, la Bezirksliga, la Kreisliga and Kreisliga B.

## Subdivisions
La fédération est subdivisée en 9 arrondissements :
- Tauberbischofsheim
- Buchen
- Mosbach
- Sinsheim
- Heidelberg
- Mannheim
- Bruchsal
- Karlsruhe
- Pforzheim

## Compétitions
| Niveau     | Pyramide du football masculin de la bfv                                                             | Pyramide du football masculin de la bfv                                                             | Pyramide du football masculin de la bfv                                                             | Pyramide du football masculin de la bfv                                                             | Pyramide du football masculin de la bfv                                                             | Pyramide du football masculin de la bfv                                                             | Pyramide du football masculin de la bfv                                                             | Pyramide du football masculin de la bfv                                                             | Pyramide du football masculin de la bfv                                                             |
| ---------- | --------------------------------------------------------------------------------------------------- | --------------------------------------------------------------------------------------------------- | --------------------------------------------------------------------------------------------------- | --------------------------------------------------------------------------------------------------- | --------------------------------------------------------------------------------------------------- | --------------------------------------------------------------------------------------------------- | --------------------------------------------------------------------------------------------------- | --------------------------------------------------------------------------------------------------- | --------------------------------------------------------------------------------------------------- |
| 6.         | Verbandsliga Baden                                                                                  | Verbandsliga Baden                                                                                  | Verbandsliga Baden                                                                                  | Verbandsliga Baden                                                                                  | Verbandsliga Baden                                                                                  | Verbandsliga Baden                                                                                  | Verbandsliga Baden                                                                                  | Verbandsliga Baden                                                                                  | Verbandsliga Baden                                                                                  |
| 7.         | Landesliga Mittelbaden                                                                              | Landesliga Mittelbaden                                                                              | Landesliga Mittelbaden                                                                              | Landesliga Rhein/Neckar                                                                             | Landesliga Rhein/Neckar                                                                             | Landesliga Rhein/Neckar                                                                             | Landesliga Odenwald                                                                                 | Landesliga Odenwald                                                                                 | Landesliga Odenwald                                                                                 |
| 8.         | Kreisliga Karlsruhe                                                                                 | Kreisliga Bruchsal                                                                                  | Kreisliga Pforzheim                                                                                 | Kreisliga Mannheim                                                                                  | Kreisliga Heidelberg                                                                                | Kreisliga Sinsheim                                                                                  | Kreisliga Tauberbischofsheim                                                                        | Kreisliga Buchen (Odenwald)                                                                         | Kreisliga Mosbach                                                                                   |
| 9./10./11. | Kreisklassen (A, B et C) des fédérations d'arrondissement (Kreisverbände), séparées en sous-groupes | Kreisklassen (A, B et C) des fédérations d'arrondissement (Kreisverbände), séparées en sous-groupes | Kreisklassen (A, B et C) des fédérations d'arrondissement (Kreisverbände), séparées en sous-groupes | Kreisklassen (A, B et C) des fédérations d'arrondissement (Kreisverbände), séparées en sous-groupes | Kreisklassen (A, B et C) des fédérations d'arrondissement (Kreisverbände), séparées en sous-groupes | Kreisklassen (A, B et C) des fédérations d'arrondissement (Kreisverbände), séparées en sous-groupes | Kreisklassen (A, B et C) des fédérations d'arrondissement (Kreisverbände), séparées en sous-groupes | Kreisklassen (A, B et C) des fédérations d'arrondissement (Kreisverbände), séparées en sous-groupes | Kreisklassen (A, B et C) des fédérations d'arrondissement (Kreisverbände), séparées en sous-groupes |

| 5. | Verbandsliga                                      | Verbandsliga                               | Verbandsliga                                     | Verbandsliga                            |
| 6. | Landesliga Mittelbaden                            | Landesliga Rhein-Neckar/Odenwald           | Landesliga Rhein-Neckar II                       |                                         |
| 7. | Landesliga Kleinfeld Groupe 1 Mannheim/Heidelberg | Landesliga Kleinfeld Groupe 2 Rhein-Neckar | Landesliga Kleinfeld Groupe 3 Karlsruhe/Bruchsal | Landesliga Kleinfeld Groupe 4 Pforzheim |

La fédération organise annuellement la Badischer Pokal, dont l'équipe championne obtient une place en DFB-Pokal.

### Les autres fédérations subalternes de la SFV
- Südbadischer Fußball-Verband (SBFV)
- Bayerischer Fußball-Verband (BFV)
- Hessischer Fußballverband (HFV)
- Württembergischer Fußball-Verband (WFV)

### Sources
- (de) 100 Jahre Süddeutscher Fussball-Verband – SFV, éditeur: Vindelica Verlag, publié en 1996